# Laura Branigan
Laura Ann Branigan (n. 3 iulie 1952, Mount Kisco⁠(d), Westchester County, New York, SUA – d. 26 august 2004, East Quogue⁠(d), Suffolk, New York, SUA) a fost o cântăreață, compozitoare și actriță americană.
Este cunoscută în special pentru hitul din 1982 certificat cu platină, "Gloria" și pentru single-urile de Top 10 "Self Control" și "Solitaire", dar și alte hituri clasate în Top 40 în Statele Unite.
Pe lângă muzica sa, Branigan a mai fost cunoscută și pentru vocea sa alto puternică și aspră întinsă pe patru octave.
Branigan a mai contribuit la cântece din coloanele sonore ale unor filme notorii, inclusiv premiatele cu Grammy și Oscar: Flashdance (1983), Ghostbusters (1984) și Baywatch (1994).
Piesa sa "Gloria" a staționat în topul US Billboard Hot 100 timp de 36 de săptămâni, la acel timp un record pentru o artistă muziciană feminină. Cântecul a fost inclus în top 100 single-uri din 1982 și 1983.
Branigan a decedat în casa sa din East Quogue, New York, pe 26 august 2004, din cauza unui anevrism cerebral nediagnosticat anterior.

## Discografie
- Branigan (1982)
- Branigan 2 (1983)
- Self Control (1984)
- Hold Me (1985)
- Touch (1987)
- Laura Branigan (1990)
- Over My Heart (1993)

## Filmografie
| Film        | Film                                | Film               | Film                                                                                           |
| An          | Film                                | Rol                | Note                                                                                           |
| ----------- | ----------------------------------- | ------------------ | ---------------------------------------------------------------------------------------------- |
| 1985        | Mugsy's Girls                       | Monica             | Also known as Delta Pi                                                                         |
| 1988        | Backstage                           | Kate Lawrence      |                                                                                                |
| Televiziune |                                     |                    |                                                                                                |
| An          | Titlu                               | Rol                | Note                                                                                           |
| 1982        | Macy's Thanksgiving Day Parade      | Ea însăși          | Performer of "Gloria"                                                                          |
| 1982        | Saturday Night Live                 | Ea însăși          | Performer of "Gloria" and "Living a Lie"                                                       |
| 1983        | CHiPs                               | Sarah              | Guest star in "Fox Trap" (Season 6, Episode 16)                                                |
| 1983        | A Solid Gold Christmas              | Ea însăși          | Performer of "It's Beginning to Look a Lot Like Christmas" and "Santa Claus Is Coming to Town" |
| 1983        | Dick Clark's New Year's Rockin' Eve | Ea însăși          | Performer of "How am I Supposed to Live Without You" and "Solitaire"                           |
| 1984        | Automan                             | Jessie Cole        | Guest star in "Murder MTV" (Season 1, Episode 9)                                               |
| 1984        | Laura Branigan In Concert           | Ea însăși          | Her concert live from Caesars Tahoe                                                            |
| 1984        | Rock Rolls On                       | Ea însăși          | Co-host, Performer of "Self Control" and "The Lucky One"                                       |
| 1985        | Cover Story                         | Ea însăși          | Biografic                                                                                      |
| 1986        | Disney's Living Seas                | Ea însăși          | Performer and composer of "If I Were a River"                                                  |
| 1988        | Record Guide '88                    | Ea însăși          | Interview                                                                                      |
| 1990        | SRO: In Concert                     | Ea însăși          | Her concert live from Atlantic City                                                            |
| 1991        | Monsters                            | Amanda Smith-Jones | Guest star in "A Face for Radio" (Season 3, Episode 19)                                        |
| Teateu      |                                     |                    |                                                                                                |
| An          | Titlu                               | Rol                | Note                                                                                           |
| 2002        | Love, Janis                         | Janis Joplin       | Off-Broadway, New York                                                                         |

## Premii și nominalizări
| An   | Premiu                | Categorie                                   | Cântec                                | Rezultat     |
| ---- | --------------------- | ------------------------------------------- | ------------------------------------- | ------------ |
| 1982 | Premiile Grammy       | Best Pop Vocal Performance — Female         | "Gloria"                              | Nominalizare |
| 1983 | Premiile Grammy       | Album of the Year                           | "Imagination" (Flashdance soundtrack) | Nominalizare |
| 1984 | American Music Awards | Favorite Pop/Rock Female Video Artist       | "Self Control"                        | Nominalizare |
| 1984 | Tokyo Music Festival  | Grand Prix Award for Best Vocal Performance | "The Lucky One"                       | Câștigat     |